# Dora Milaje
Le Dora Milaje sono personaggi dei fumetti, create da Christopher Priest e Mark Texeira, pubblicate dalla Marvel Comics.

## Biografia del gruppo
Per mantenere la pace nel Wakanda, Pantera Nera radunò le dora milaje ("adorate") da tribù rivali, assumendole come sue guardie personali.

## Membri
- Aneka - L'ex leader delle Dora Milaje. È stata arrestata dopo aver ucciso un capo tribù che stava perseguitando le donne del suo villaggio.  Dopo essere fuggita, è diventata una metà del duo di vigilanti noto come Midnight Angels.
- Ayo - L'amante di Aneka e un'altra ex Dora Milaje. Dopo che Aneka è stata arrestata e condannata a morte, Ayo l’ha fatta uscire di prigione. Usando un paio di prototipi di tute blindate, le due sono diventate i Midnight Angels.
- Okoye - Okoye appartiene alla tribù J'Kuwali e si è comportata come una tradizionale accompagnatrice del re, parlando solo con il re e nella lingua hausa, una lingua africana non molto parlata in Wakanda e quindi per offrire al re e alle sue mogli maggiore privacy.
- Nakia - Nakia è dotata di forza sovrumana, velocità e agilità.
- Regina Divina Giustizia - È l’astuta regina della tribù Jabari del Wakanda cresciuta a Chicago. Originariamente si faceva chiamare Chanté Giovanni Brown.[2]

## Altri media

### Cinema

#### Marvel Cinematic Universe
Le Dora Milaje compaiono nel Marvel Cinematic Universe, con Okoye come loro leader.
- In Captain America: Civil War (2016), Florence Kasumba veste i panni di Ayo, un membro del gruppo.
- In Black Panther (2018), appaiono in tante, e tra di loro hanno particolare rilevanza Okoye, interpretata da Danai Gurira e Xoliswa, interpretata da Sydelle Noel.
- In Avengers: Infinity War (2018), le Dora Milaje combattono al fianco di altri supereroi contro Thanos e i suoi scagnozzi. Molte di loro vengono dissolte nel nulla insieme a metà della popolazione a causa delle azioni del Titano, ma la loro leader Okoye rimane in vita.
- In Avengers: Endgame (2019), Okoye tiene d’occhio il Wakanda. Dopo lo schiocco di dita di Hulk, ritornano tutte e combattono al fianco dei Vendicatori contro Thanos e i suoi alleati, e stavolta ne escono trionfanti.
- Le Dora Milaje ricompaiono nuovamente in Black Panther: Wakanda Forever (2022). Particolarmente importanti sono Okoye, Ayo e Aneka, quest'ultima interpretata da Michaela Coel.

### Televisione
- Nella miniserie televisiva The Falcon and the Winter Soldier (2021), Florence Kasumba riprende il ruolo di Ayo.